# ID (OpenStreetMap)
O iD é um editor visual capaz de editar mapas do OpenStreetMap. O editor foi desenvolvido pela empresa MapBox e financiado pela Knight Foundation.

| Branch | Lançamento              | Última versão | Lançamento da versão    | Suporte           |
| ------ | ----------------------- | ------------- | ----------------------- | ----------------- |
| Alpha  | 21 de dezembro de 2012  | Alpha 3       | 23 de fevereiro de 2013 |                   |
| Beta   | 2 de abril de 2013      | Beta 1        | 2 de abril de 2013      |                   |
| 1.0    | 9 de maio de 2013       | 1.0.1         | 10 de maio de 2013      | EOL (End-of-life) |
| 1.1    | 9 de agosto de 2013     | 1.1.6         | 23 de agosto de 2013    | EOL               |
| 1.2    | 26 de setembro de 2013  | 1.2.1         | 30 de setembro de 2013  | EOL               |
| 1.3    | 24 de outubro de 2013   | 1.3.10        | 21 de maio de 2014      | EOL               |
| 1.4    | 29 de maio de 2014      | 1.4.0         | 29 de maio de 2014      | EOL               |
| 1.5    | 8 de julho de 2014      | 1.5.4         | 29 de julho de 2014     | EOL               |
| 1.6    | 6 de outubro de 2014    | 1.6.3         | 10 de fevereiro de 2015 | EOL               |
| 1.7    | 11 de fevereiro de 2015 | 1.7.4         | 16 de setembro de 2015  |                   |